# بربروس باروت
بربروس باروت (بالتركية: Barbaros Barut؛ بالألمانية: Barbaros Barut) هو لاعب كرة قدم تركي وألماني في مركز الدفاع، ولد في 26 يناير 1983 في ميونخ في ألمانيا. شارك مع منتخب تركيا تحت 17 سنة لكرة القدم ومنتخب تركيا تحت 21 سنة لكرة القدم. أما مع النوادي، فقد لعب مع أضنة سبور وأنقرة غوجو وبايرن ميونخ 2 وبايرن ميونخ وبولو سبور وروت فايس إيسن وغرويتر فورت وقونية سبور ومانيساسبور ونادي أونترهاخينغ ونادي قاسم باشا.

## وصلات خارجية
- بربروس باروت على موقع اتحاد تركيا (لاعب) (الإنجليزية)
- بربروس باروت على موقع قاعدة بيانات كرة القدم.إي يو (الإنجليزية)
- بربروس باروت على موقع بيانات كرة القدم. دي إي (الألمانية)
- بربروس باروت على موقع عالم كرة القدم.نت (الإنجليزية)
- بربروس باروت على موقع AS.com (الإسبانية)